# Schamschy
Der Schamschy (kirgisisch Шамшы) ist ein Fluss im Norden von Kirgisistan.
Der Schamschy entspringt am Nordhang des Kirgisischen Gebirges. Er wird von den Gletschern unterhalb des Hauptkamms gespeist. Er fließt anfangs in nordöstlicher Richtung durch das Gebirge. Der Tujuk trifft rechtsseitig auf den Schamschy. Anschließend wendet sich der Fluss nach Norden und verlässt das Bergland und erreicht das Tschüital. Der Fluss durchfließt den Ort Kalinowka. Der Östliche Große Tschüikanal kreuzt den Flusslauf. Der Schamschy fließt durch den westlichen Teil des Verwaltungszentrums Tschüi, wendet sich dann nach Westen und mündet schließlich östlich von Kenbulun in den Westlichen Großen Tschüikanal, der wenige Kilometer vorher vom Tschüi abzweigt. Der Schamschy hat eine Länge von 58 km. Das Einzugsgebiet umfasst 475 km². Der mittlere Abfluss beträgt 5,62 m³/s.